# OEC Taipei Ladies Open 2011
L'OEC Taipei Ladies Open 2011 è stato un torneo professionistico di tennis femminile giocato sul sintetico indoor. È stata la 4ª edizione del torneo, che fa parte dell'ITF Women's Circuit nell'ambito dell'ITF Women's Circuit 2011. Si è giocato a Taipei in Taiwan dal 31 ottobre al 6 novembre 2011.

## Partecipanti

### Teste di serie
| Nazionalità   | Giocatrice          | Ranking* | Testa di serie |
| ------------- | ------------------- | -------- | -------------- |
| Cina          | Zheng Jie           | 48       | 1              |
| Giappone      | Ayumi Morita        | 53       | 2              |
| Thailandia    | Tamarine Tanasugarn | 110      | 3              |
| Giappone      | Misaki Doi          | 111      | 4              |
| Bielorussia   | Ol'ga Govorcova     | 129      | 5              |
| Taipei cinese | Chan Yung-jan       | 133      | 6              |
| Giappone      | Kimiko Date Krumm   | 144      | 7              |
| Taipei cinese | Chang Kai-chen      | 150      | 8              |

- Ranking al 24 ottobre 2011.

### Altre partecipanti
Giocatrici che hanno ricevuto una wild card:
- Chan Chin-wei
- Hsu Wen-hsin
- Juan Ting-fei
- Lee Ya-hsuan

Giocatrici che sono passate dalle qualificazioni:
- Chan Wing-yau
- Kumiko Iijima
- Nudnida Luangnam
- Qiang Wang

## Campionesse

### Singolare
Ayumi Morita ha battuto in finale  Kimiko Date Krumm con il punteggio di 6–2, 6–2

### Doppio
Chan Yung-jan /  Zheng Jie hanno battuto in finale  Karolína Plíšková /  Kristýna Plíšková con il punteggio di 7–6(5), 5–7, [10–5]